# Emiotungan
Emiotungan (auch: Emiotouan, Meltungon) ist ein Ort auf der Insel Ambrym in der Provinz Malampa im Inselstaat Vanuatu. 

## Geographie
Der Ort liegt im südwestlichen Teil der Insel Ambrym. Der Name „Emiotouan“ bedeutet „Haus des Kampfes“ in der lokalen Sprache Dakaka.
Es gibt einen bedeutenden nasara, eine Kultplatz für religiöse Zeremonien. Außerdem gibt es eine Presbyterianische Kirche, eine anglophone Grundschule, die mit dem Küstendorf Baiap zusammen betrieben wird und zwei Gästehäuser für Besucher.

Der Flugplatz von Craig Cove kann über einfache Waldwege erreicht werden und es gibt auch einen Zugang zur Caldera der Insel mit den beiden aktiven Vulkanen, Mt. Benbow und Mt. Marum.